# Anoplogaster brachycera
Espèce
Anoplogaster brachycera est une espèce de poissons abyssaux.